# 10ª Squadriglia da bombardamento "Caproni"
La 10ª Squadriglia aeroplani da bombardamento Caproni fu costituita il 25 maggio 1916 sul Campo di aviazione di Villaverla (Thiene) con aerei da bombardamento Caproni.

## Storia

### Prima guerra mondiale
Nel corso del primo conflitto mondiale si attiva dall'Aeroporto di Padova inquadrata nel III Gruppo (poi 3º Gruppo caccia terrestre) comandata dal Capitano Filippo De Riso, altri 7 piloti tra cui il soldato Giovanni Facta (figlio di Luigi Facta Ministro delle finanze dal 1910 al 1914 e presidente del Consiglio dei ministri dal 1922), 2 osservatori, 3 mitraglieri e 3 Caproni.
Il 10 giugno un Ca. bombarda accampamenti vicino a Forno (Moena) sulla destra dell'Avisio, il 15 giugno dopo un bombardamento su Mattarello un Ca viene attaccato da un biplano Hansa-Brandenburg C.I della Flik 7 che colpito picchia rapidamente su Trento atterrando in emergenza in una vigna e la cosa si ripete il 19 giugno sul bosco di Filadonna vicino a Vattaro.
Il 29 giugno in un combattimento sul Pasubio con il Br. C.1 dell'Asso dell'aviazione Heinrich Kostrba (9 vittorie) e dell'osservatore Johann Frint della Flik 23 viene abbattuto il Ca. di Facta che atterra in emergenza oltre le linee italiane a Zocchi di Asiago distruggendosi causando la morte di Facta e dell'osservatore, tenente Guido Pacinotti.
Il 30 giugno il reparto si sposta all'Aeroporto di Udine-Campoformido nel IV Gruppo e l'11 luglio bombardano Monte Rovere di Caldonazzo.
Il 1º agosto 3 Ca. bombardano obiettivi militari a Fiume (Croazia) che tornano il 13 settembre ad attaccare il Cantiere navale di Trieste.
Nel 1916 l'unità svolge 45 voli di guerra.
Al 1º gennaio 1917 il reparto dispone di 3 Ca., 9 piloti, 3 osservatori e 4 mitraglieri ed alla fine di giugno di 4 Ca., 6 piloti, 2 osservatori e 5 mitraglieri.
Il 2 luglio De Riso viene trasferito ed il comando interinale passa al Tenente Giuseppe Gianolio fino al 6 luglio quando arriva il Maggiore Domenico Mondelli che il 14 va comandare l'XI Gruppo lasciando la squadriglia a Gianolio.
La notte tra il 27 ed il 28 luglio Gianolio muore in un incidente di volo al rientro dal bombardamento notturno di Sesana toccando una linea elettrica su Casarsa della Delizia ed il comando interinale passa al Ten. Mario Panciera.
Il 6 agosto bombardano di notte installazioni militari di Pola.
Nell'ambito dell'Undicesima battaglia dell'Isonzo il 18 agosto un Ca. bombarda Vojščica ed al rientro le trincee nemiche ed il 19 agosto un Ca. bombarda Cerreto (Croazia) ed al ritorno viene attaccato da un caccia biposto quando il mitragliere Dario Nascimbeni lo colpisce facendolo andare a picco.
Il 29 settembre al rientro da un bombardamento su Pola un Ca. viene abbattuto dai proiettili incendiari dall'idrovolante Hansa-Brandenburg FB K 184 del Tenente di Vascello Anton von Nostitz-Rieneck a circa 4 km a Nord-Ovest dall'isola di Brioni Minore.
Alla fine di settembre Panciera ed il Ten. osservatore Mariano D'Ayala Godoy vanno al Distaccamento A.R. ed il comando passa al Ten. osservatore Pio Massignani che all'inizio di ottobre dispone di 4 Ca., 5 piloti, altri 2 osservatori e 3 mitraglieri.
Nell'ambito della Battaglia di Caporetto il 26 ottobre un Ca. che rientrava dal bombardamento di Tolmino viene attaccato da 4 caccia Albatros ed il mitragliere Natale Coccè colpisce il caccia Albatros tedesco di Fritz Jacobsen della Jasta 31 che si schianta al suolo vicino a LOM di Tolmino.
Il 28 ottobre il reparto ripiega a Marcon ed il 2 novembre all'Aeroporto di Brescia-Ghedi al comando interinale del Cap. Cesare Dima nel XIV Gruppo.
Il 15 novembre 3 Ca. bombardano la ferrovia di Levico e giunti sui baraccamenti di Caldonazzo vengono attaccati da 5 caccia austriaci tra cui l'Albatros D.III dell'asso Julius Arigi che usano proiettili incendiari ed esplosivi. Un Ca. dopo le raffiche di Arigi viene danneggiato anche dall'antiaerea ma rientra in territorio italiano atterrando in emergenza vicino a Villa Gualda di Montecchio Maggiore.
Il 20 novembre il comando passa al Cap. Lorenzo Crescenzi, il 13 dicembre il reparto torna a Padova ed il 14 dicembre il comando passa al Cap. Diego Sabbatini.
Il 16 dicembre bombardano obiettivi militari su Cismon del Grappa ma un Ca. dopo aver sganciato le bombe di sinistra, ha un guasto alla leva per le 5 di destra, nel tempo nel quale cerca di risolvere il problema viene colpito da uno Shrapnel che lo costringe a planare sul campo di Nove di Bassano.
Nel 1917 l'unità ha eseguito 141 voli di guerra.
Il 1º gennaio 1918 la squadriglia dispone di 5 Ca., 11 piloti, 3 osservatori e 3 mitraglieri ed il 2 febbraio il comandante di Gruppo Maggiore Oreste Salomone ed Ayala muoiono in un incidente di volo vicino a Padova al rientro da un bombardamento notturno su Camporovere di Roana.
Alla fine di giugno Sabbatini lascia il comando interinale al Ten. Mario Leonardi ed il 17 luglio 2 Ca. partecipano al bombardamento diurno di obiettivi militari su Pola.
Il 21 luglio il reparto si sposta al Campo di aviazione di Arquà Petrarca con 5 Ca., 10 piloti tra cui 3 dell'American Expeditionary Forces, 5 osservatori e 6 mitraglieri ed il 30 luglio un Ca. al rientro dal bombardamento di Portobuffolé viene attaccato da 5 caccia ed il mitragliere Aroldo Moretto abbatte un caccia.
Il 25 ottobre il comando passa al Cap. Casimiro Buttini e nell'ambito della Battaglia di Vittorio Veneto il 1º novembre l'unità è impegnata a tagliare la ritirata degli austriaci. 
Alla fine della guerra il reparto dispone di 4 Ca., 8 piloti, 3 osservatori e 5 mitraglieri e viene sciolto il 6 febbraio 1919.
Il quadrifoglio della sua insegna è presente nello stemma dell'Aeronautica Militare (Italia) per rappresentare la specialità del bombardamento.
La squadriglia porterà a termine nel conflitto 296 voli di guerra perdendo 17 uomini d'equipaggio.

### Periodo interbellico
La squadriglia venne ricostituita il 9 maggio 1924 alle dipendenze del XXV Gruppo del 7º Stormo Bombardamento Terrestre sul Campo della Promessa di Lonate Pozzolo con i Caproni Ca.36; il 5 novembre 1925 passa sotto il 4º Gruppo Bombardamento Terrestre (poi 4º Gruppo volo); nell'aprile 1926 riceve i Caproni Ca.73; il 30 giugno 1931 entrava a far parte del XXVIII Gruppo dell'8º Stormo Bombardamento Notturno prima all'Aeroporto di Gorizia, poi all'Aeroporto di Ferrara-San Luca ed il 13 ottobre va alla Base aerea di Poggio Renatico.

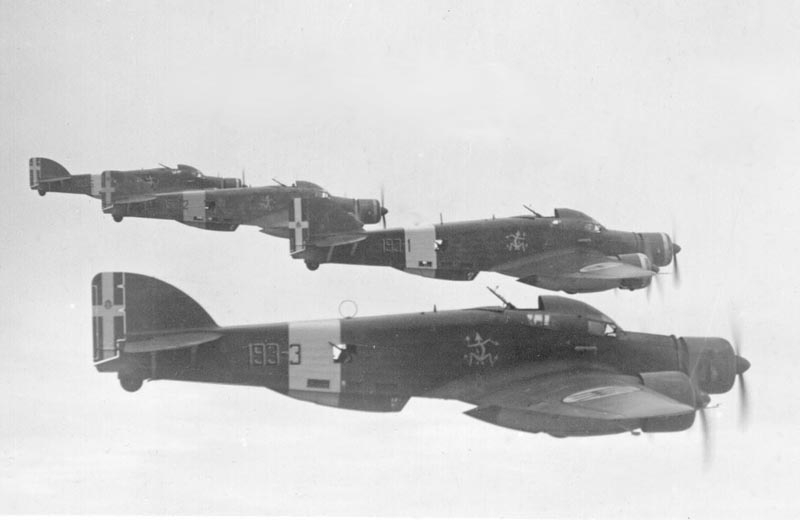
Un gruppo di SM 79 in volo, soprannominato "gobbo maledetto" per la sua caratteristica forma

### Guerra d'Etiopia
Il 1 settembre 1935 viene costituita a Poggio Renatico la 10ª Squadriglia Africa Orientale nell'ambito del conflitto italo-etiopico ed il 4 ottobre la squadriglia è pronta per partire. Il 15 ottobre cominciano i primi imbarchi dei materiali. Il 31 ottobre 1935 tutto il materiale è trasportato all’aeroporto di Otumlo (Massaua). Il reparto si trasferisce in volo all'Aeroporto di Assab il 23 novembre 1935. Il 2 dicembre l'unità inizia i primi voli di guerra inquadrata dal XXVIII Gruppo nell'8º Stormo Africa Orientale.
La Squadriglia operò intensamente in Africa anche dall'aeroporto di Gura (Eritrea) dove si trovava al 15 gennaio 1936 sui Caproni Ca.111.

### Africa Orientale Italiana

Un S.M.81 della 10ª Squadriglia in una foto prebellica.

Al 1º ottobre 1936 è nel XXVIII Gruppo autonomo del Comando settore aeronautico nord di Asmara nell'ambito dell'Africa Orientale Italiana.
Nel luglio del 1937 lo stormo fu riequipaggiato sull'Aeroporto di Bologna-Borgo Panigale, con i bombardieri trimotori Savoia-Marchetti S.79 Sparviero.

### Guerra civile spagnola
A partire dal 30 novembre successivo fu l'unico reparto organico appartenente alla Regia Aeronautica inviato a combattere in Spagna, in forza all'Aviazione Legionaria delle Baleari. 
La squadriglia del 28º Gruppo Falchi delle Baleari effettua 2.470 ore di volo con 6 S.79 dall'Aeroporto di Palma di Maiorca.
Nel 1939, il 31 maggio, l'8º Stormo, e con esso il mese successivo la 10ª Squadriglia, veniva sciolto per essere subito ricostituito ad Alghero il 1º luglio dello stesso anno.

Il simbolo della 10ª Squadriglia

### Seconda guerra mondiale
Partecipò alla seconda guerra mondiale su aerei da bombardamento SM 79 prima e CANT Z.1007 poi, compiendo sul Mediterraneo e in Africa Settentrionale Italiana durissimi cicli operativi. Al 10 giugno 1940 era a Villacidro nell'Aeronautica della Sardegna - ASAR con 8 SM 79 nel XXVIII Gruppo e nell'Aeronautica dell'Africa Orientale era nel XXVIII Gruppo Bombardamento Terrestre di Zula con 6 S.M.81. Il 16 giugno 1940 6 SM 79 partiti alle 06:10 da Villacidro agli ordini del comandante di squadriglia Cap Aurelio Baisi colpiscono l'Aeroporto di Ajaccio-Campo dell'Oro lanciando 72 bombe da 50 kg da 4.500 m di quota.
Dal 26 maggio 1941 segue lo stormo che fu inviato a combattere in Nordafrica, inquadrato nella 5ª Squadra aerea, con il XXVII Gruppo che si rischierò sull'aeroporto di Misurata, e il 28º Gruppo a Castelbenito. Fino al mese di dicembre del 1941, quando fu rimpatriato, l'8º Stormo fu il solo reparto equipaggiato con gli S.79 presente in Libia. Arrivato a Viterbo il giorno 27 dicembre, lo stormo iniziò l'addestramento all'utilizzo dei bombardieri CANT Z.1007 Alcione. sull'aeroporto di Perugia. nel gennaio 1942. Terminato il ciclo addestrativo, il 23 giugno 1942 lo stormo si schierò sull'aeroporto di Viterbo, dove rimase fino al 28 gennaio 1943.
La 10ª Squadriglia si scioglieva l'8 settembre 1943 sull'aeroporto di Perugia con 1 CZ 1007 TER nel XXVIII Gruppo della 3ª Squadra aerea in seguito agli avvenimenti armistiziali dopo 96 missioni di guerra.